# Dércio Marques
Dercio Rocha Marques (Uberaba, 19 de agosto de 1947 - Salvador, 26 de junho de 2012) foi violeiro, cantor, intérprete e compositor brasileiro.

## Biografia
Pesquisador das raízes musicais brasileiras e iberoamericanas (seu pai era uruguaio) tem em sua irmã Doroty Marques uma das principais parceiras de atuação e produção. Participa na produção musical de dezenas de discos de colegas músicos. Defensor da natureza e da cultura popular do Brasil, do bioma cerrado de sua infância em especial, que evoca em diversas de suas canções, acordes, toadas e parcerias.
Seu primeiro disco "Terra, vento, caminho." foi lançado pelo selo Discos Marcus Pereira, obra em que interpreta canções e poemas de Atahualpa Yupanqui, na ocasião praticamente inédito no Brasil, "As Curvas do rio", do hoje célebre violeiro da Bahia Elomar na época pouco conhecido e de sua própria autoria.
Em 1979, lançou pelo selo Copacabana o disco "Canto forte-Coro da primavera", com produção de Doroty Marques e a participação de Irene Portela, Toninho Carrasqueira, Zé Gomes, Marco Pereira, Paulinho Pedra Azul, Orquestra de violas de Osasco (54 violas), Oswaldinho do Acordeon, Heraldo, ex-integrante do Quarteto Novo e regência do Maestro Briamonte.
Lançou "Fulejo" que é um disco inspirado na tradição das congadas de Minas Gerais e veio trazendo ao público músicas brasileiras tais como "Riacho de Areia" (Vale do Jequitinhonha), "Serra da Boa Esperança" (Lamartine Babo), "Disco Voador" (Palmeira Guimarães), "Casinha Branca" e "Ranchinho Brasileiro" (Elpídio dos Santos), "Mineirinha" (Raul Torres) e "Flores do Vale" parceria com o poeta João Bá.
Ainda dentre seus parceiros ou companheiros de shows destacam-se João do Vale, Paulinho Pedra Azul, Luis Di França, Pereira da Viola, Fernando Guimarães, Dani Lasalvia, Xangai, Guru Martins, Hilton Accioly, Carlos Pitta, Milton Edilberto, Luiz Perequê e Diana Pequeno.
Depois da bem sucedida gravação de um disco infantil "Anjos da Terra", em homenagem a sua filha Mariana e a todas as crianças, foi indicado em 1996 para o prêmio Sharp de melhor disco infantil com "Monjolear", gravado em Uberlândia em longo processo de oficinas de música com sua irmã Dorothy e a participação de 240 crianças.
Em seu disco "Folias do Brasil" de 2000, ano de comemoração dos +500 anos, registra aspectos desta secular tradição da folia de Reis e folia do Divino que teve origem em Portugal no século XIII (segundo o prof. Agostinho da Silva), foi banida pela Igreja Católica no tempo da Inquisição, migrou para ilhas dos Açores, chegando ao Brasil com esse povo açoreano e espalhando-de por todas as regiões do país, principalmente Santa Catarina, Minas Gerais, Goiás e Rio de Janeiro.

## Discografia
- Terra, vento, caminho (1977) Marcus Pereira LP
- Canto forte / Coro da primavera (1979) Copacabana LP
- Fulejo [1983] LP
- Segredos vegetais [1986] LP duplo
- Anjos da Terra [1990] LP
- Anjos da terra [1993] CD
- Espelho d'água [1993] CD
- Monjolear (1996) CD
- Cantigas de abraçar [1998] CD
- Cantos da Mata Atlântica [1999] CD
- Folias do Brasil [2000] CD
- Fulejo [2003] CD
- Segredos Vegetais [2003] CD
- Canto Forte [2003] CD